# 西古屋ダム
西古屋ダム（にしごやダム）は、栃木県塩谷郡塩谷町船生西古屋、利根川水系白石川に建設されたダム。高さ21.5メートルの重力式コンクリートダムで、東京電力リニューアブルパワーの発電用ダムである。同社の水力発電所・塩谷発電所に送水し、最大9,200キロワットの電力を発生する。

## 歴史
戦後、鬼怒川筋の水力発電所を継承した東京電力は、大正時代に運転を開始した下滝発電所を中心に再開発を実施した。下滝発電所の出力は完成当初の3万1,200キロワットから12万7,000キロワットへと増大し、名称も鬼怒川発電所と改め再出発した。
新しい鬼怒川発電所では、出力増加に伴い使用水量を大きく確保したほか、電力系統の周波数を安定化するべく、発電所の出力を自動的に調整するAFC (Automatic Frequency Control) 運転を実施するよう設計されている。大量かつ一定でない水を平均化する逆調整池として、再開発前は中岩ダムがその役割を担っていたが、再開発に伴う使用水量増加により、新たに西古屋ダムが建設されることになった。西古屋ダムは1961年（昭和36年）に着工し、1963年（昭和38年）に完成した。

## 周辺
東武鉄道鬼怒川線・鬼怒川温泉駅前から東へと延びる道があり、その先に西古屋ダムがある。鬼怒川発電所で発電に使用した水は二股の放水路を通じて、片方は鬼怒川の中岩ダムに、もう片方が西古屋ダムへと延びている。水は西古屋ダムで一時的に貯えられたのち、一定量が塩谷発電所を通じて河川に放流される。また、ダム直下からは河川維持放流として少量の水が放流されている。

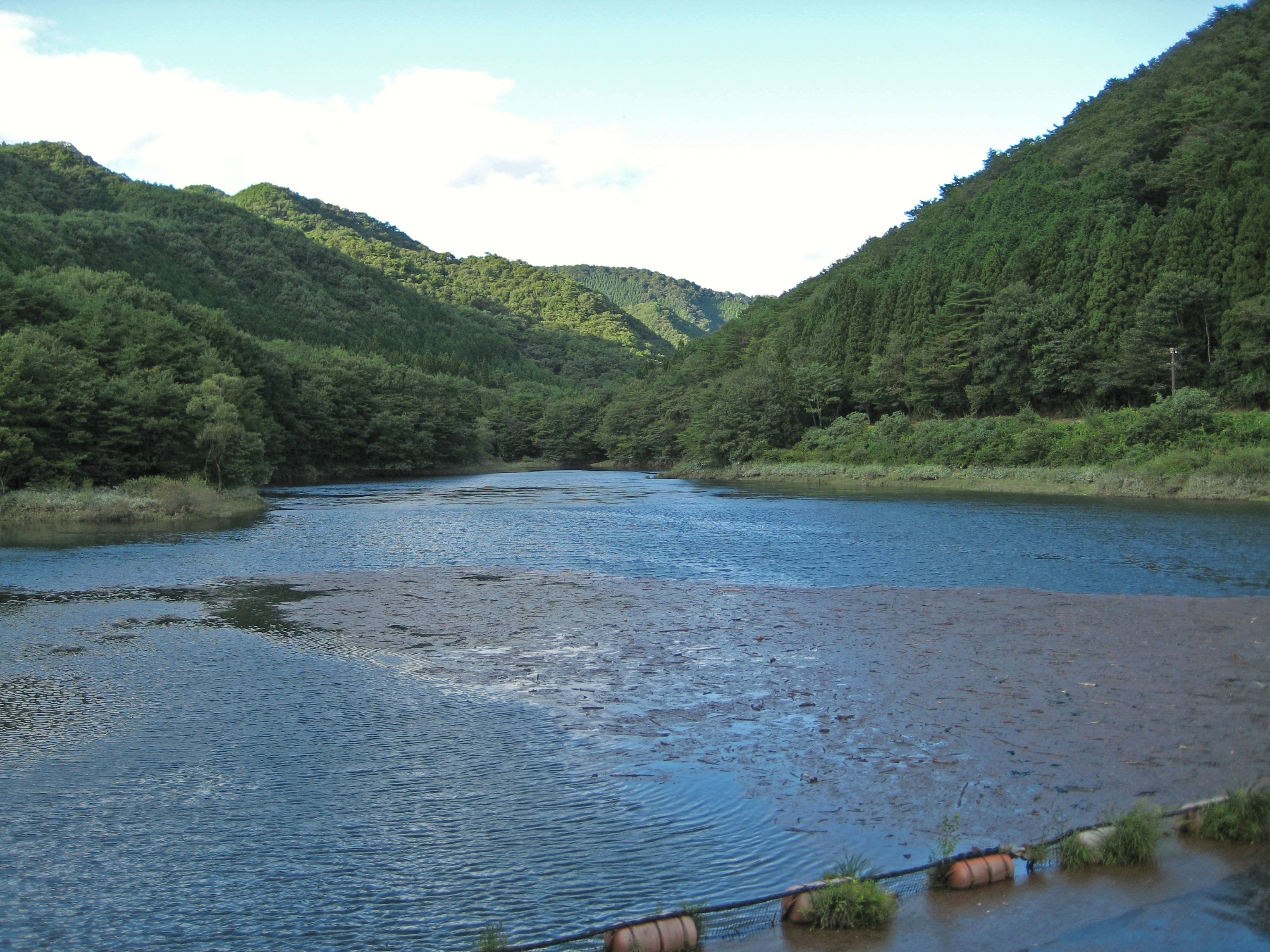
西古屋ダム湖
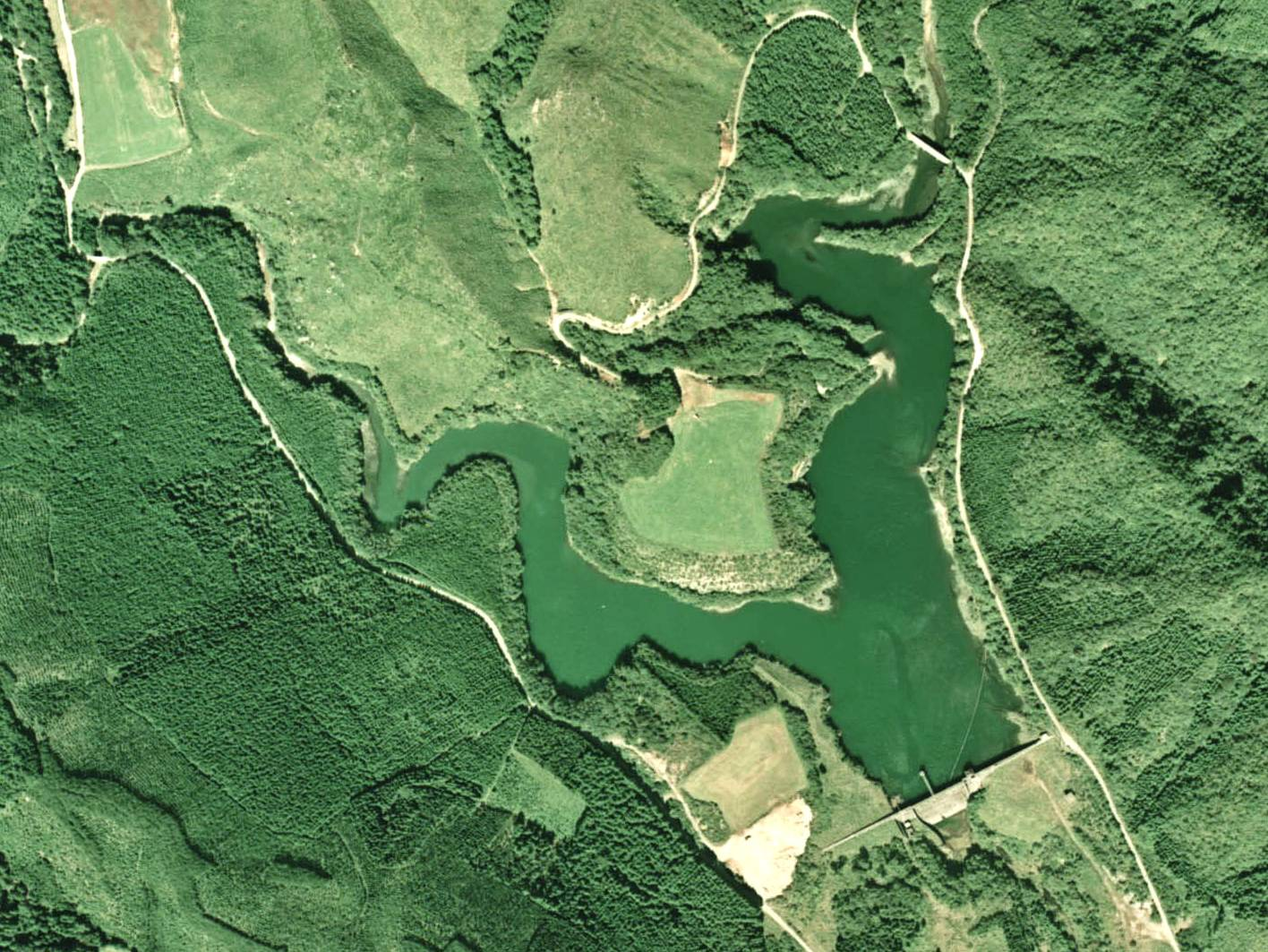
西古屋ダム湖空撮
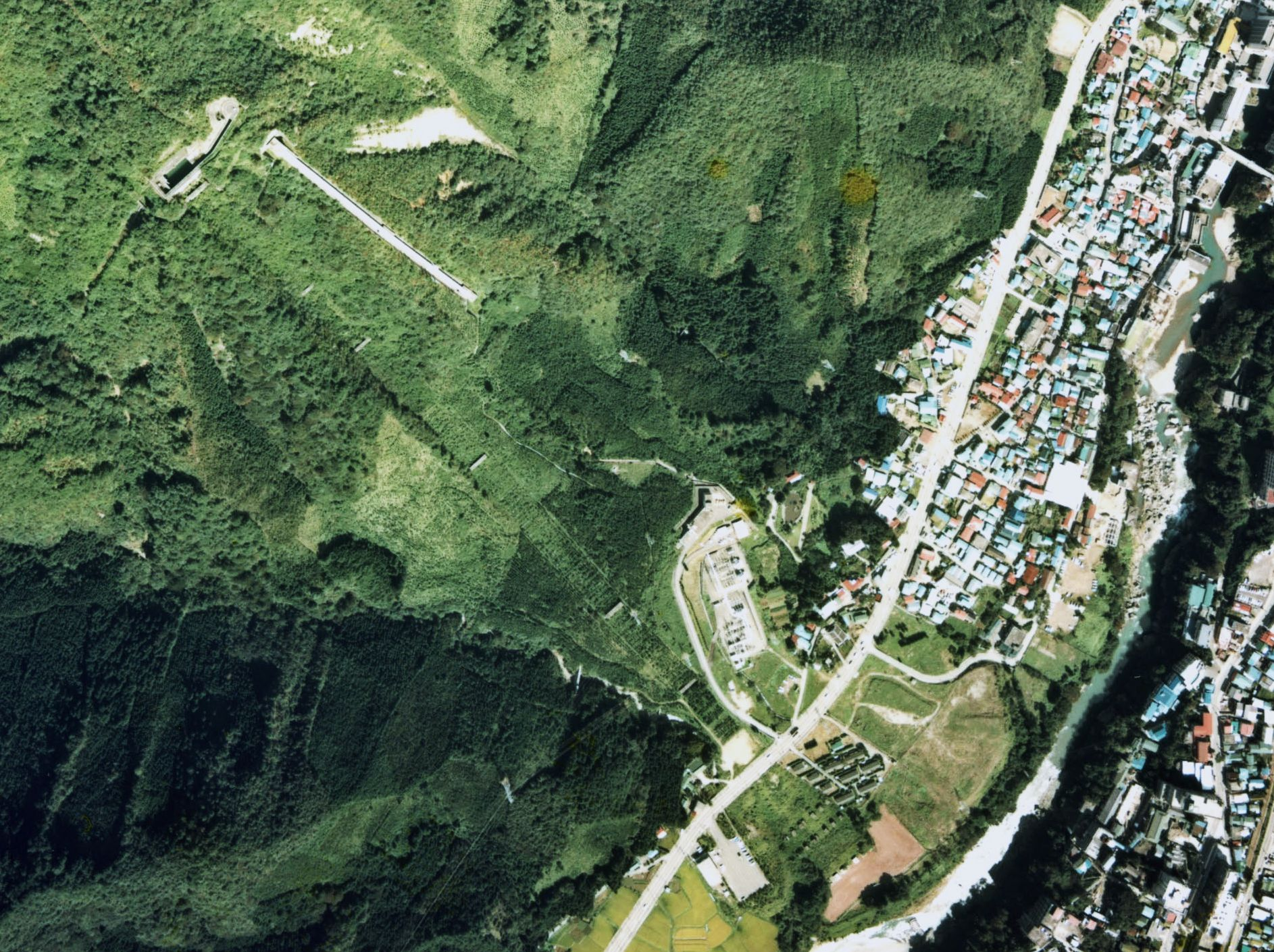
鬼怒川発電所
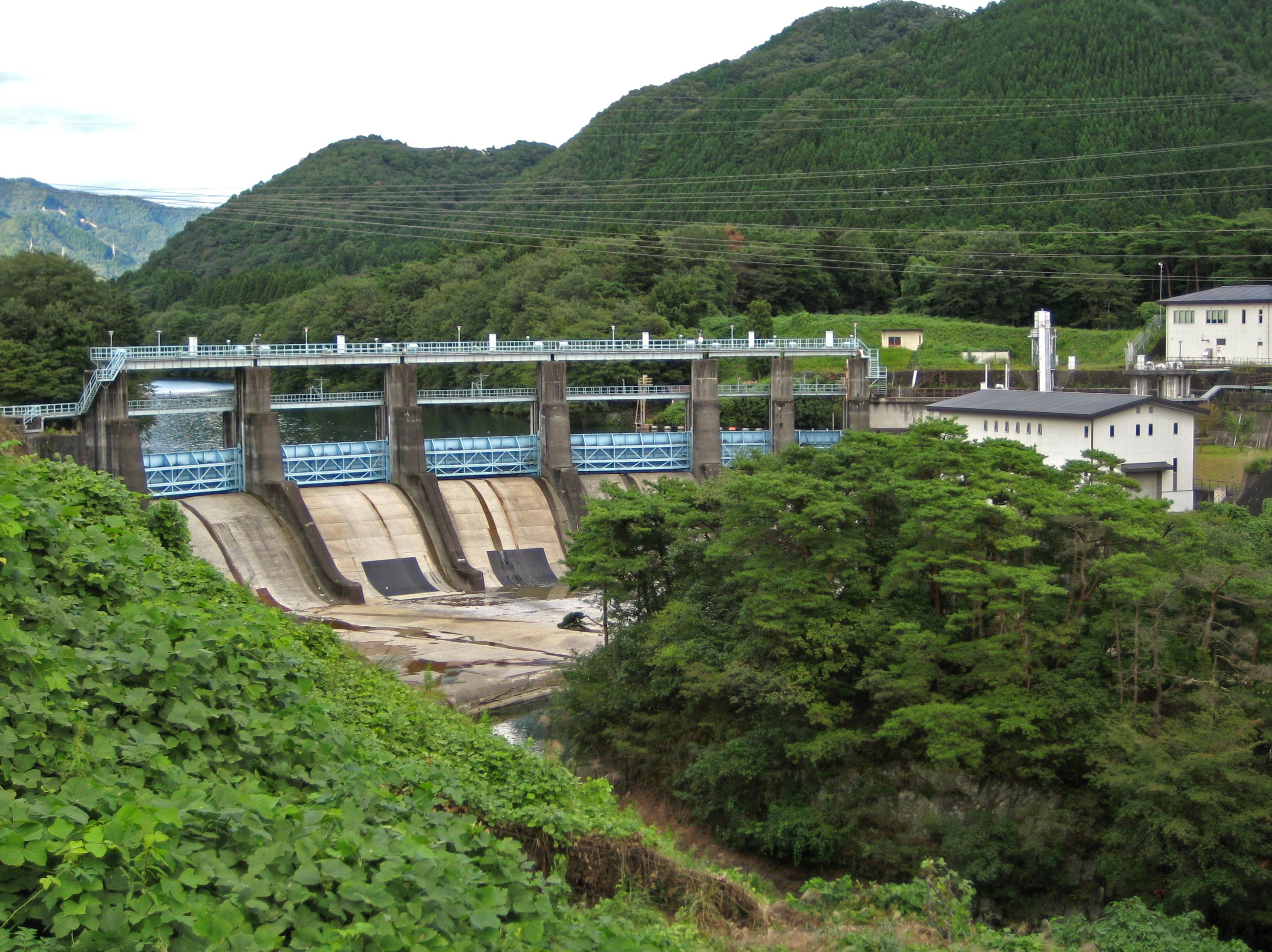
中岩ダム 鬼怒川（下滝）発電所の逆調整池としては西古屋ダムよりも古い。